# Vaccination des personnels de santé contre la Covid-19 au Cameroun

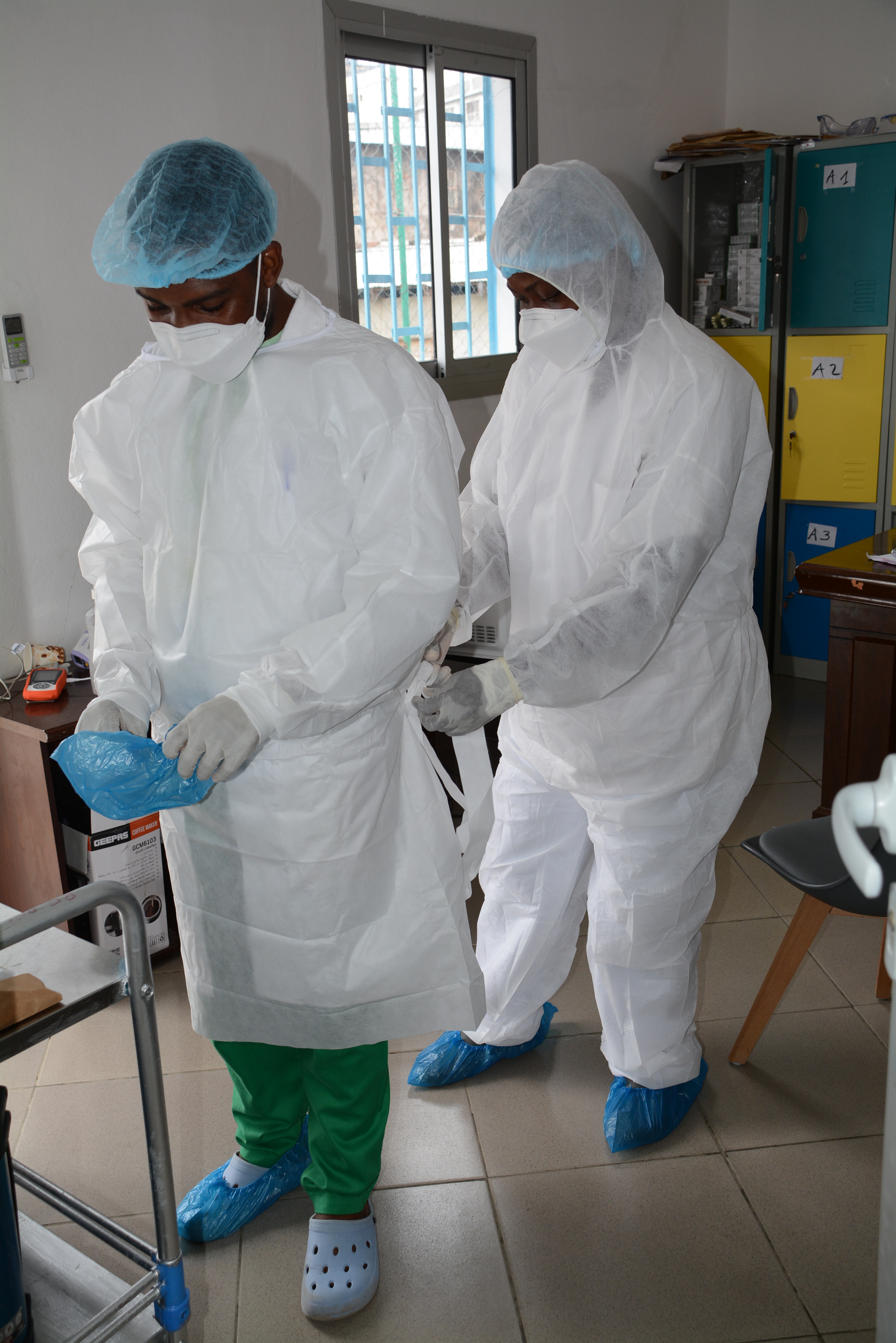
Infirmiers au Cameroun en avril 2021.

Au Cameroun, du personnel de santé constituent une cible prioritaire dans la riposte contre la propagation de la pandémie à Covid-19 depuis le début de la campagne de vaccination. Au 21 septembre 2021, le pays compte 133 304 personnels de santé à travers les dix régions du pays à vacciner.

## Stratégie de vaccination
Six mois après la campagne de vaccination enclenchée le 12 avril 2021 au Cameroun, le personnel de santé traîne encore le pas avec seulement 20 931 personnels complètement vaccinés au 21 septembre 2021. Au mois d'août 2021, alors que le pays venait d'achever la deuxième campagne de vaccination, du personnel de santé, considérés comme cible prioritaire de cette vaccination, ne se bousculaient toujours pas à la vaccination. À l'Hôpital général de Yaoundé, le directeur, le Pr Vincent de Paul Djientcheu, a pris une note signé le 12 août 2021 qui imposait au personnel de santé de présenter un carnet de vaccination pour servi dans les endroits où les patients sont précaires.